# Сосюра, Владимир Николаевич
Влади́мир Никола́евич Сосю́ра (укр. Володи́мир Микола́йович Сосю́ра; 25 декабря 1897 (6 января 1898) — 8 января 1965) — советский украинский поэт и переводчик, журналист, военный корреспондент.

## Биография
Родился 25 декабря 1897 [6 января 1898] на станции Дебальцево, по одним данным, в 1897 году (ст. ст.), по другим — в 1901 (указан на надгробии поэта).
Его отец, Николай Владимирович, чертёжник по специальности, по версии самого Владимира Николаевича имел французские корни. Будучи человеком непоседливым и разносторонне одарённым, сменил много профессий, учительствовал, работал сельским адвокатом, шахтёром. Мать поэта — Антонина Даниловна Локотош — маляр, родом из Луганска, занималась домашним хозяйством. Двоюродный брат матери известный украинский красноказачий командир Иван Семёнович Локотош, соратник Климентия Ефремовича Ворошилова, о чём сам поэт упоминает в предисловии к роману «Третья Рота». Другие родственники по фамилии Локотош воевали в составе белогвардейских формирований, в частности поручик Михаил Локотош, погибший в 1919 году в районе Луганска.
Владимир Сосюра окончил сельскую школу и поступил в сельскохозяйственное училище на станции Ямы Бахмутского уезда, где обучался в одно время с будущим Маршалом Советского Союза К. С. Москаленко. С 12 лет работал в шахтах Донбасса, принимал участие в Гражданской войне: сначала на стороне Украинской Народной Республики, затем — на стороне Красной Армии. По окончании войны учился в Коммунистическом университете в Харькове и на рабфаке при Харьковском институте народного образования. В это время был участником литературных организаций «Плуг», «Гарт», ВАПЛИТЕ, ВУСПП. 
В 1942—1944 годах Сосюра военный корреспондент.
В 1951 году он стал объектом травли после статьи в газете «Правда», которая обвиняла Сосюру в «буржуазном национализме» за стихотворение «Любіть Україну», написанное в 1944 году.
Умер 8 января 1965 года. Похоронен в Киеве на Байковом кладбище.

### Семья
Владимир Сосюра был дважды женат.
Первый брак (с 1922 года) — с Верой Касперовной Берзиной, бывшим политруком красноказачьего эскадрона, позднее студенткой в Харькове. Сосюра посвятил ей поэму «Рабфаковка». Причиной развода стали идейные расхождения:

Ми з тобою зійшлися в маю,

ще не знав я, що значить ідея.

Ти й тоді Україну мою

не любила, сміялася з неї.

От этого брака у Сосюры было двое сыновей.
Второй раз Сосюра женился в 1931 году — на Марии Гавриловне Даниловой, которая окончила балетную школу в Киеве и была на 12 лет моложе. 15 января 1932 года у них родился сын — Владимир.
В ноябре 1949 года Марию Сосюру арестовали за разглашение государственной тайны (она была завербована МГБ еще в 1941, но нарушив подписку о неразглашении, начала этим хвастаться) и выслали в Казахстан. После возвращения Марии в 1956 году они повторно расписались, так как ранее был официально оформлен развод.

## Литературная деятельность
Первое его стихотворение (на русском языке) было опубликовано в 1917 году. Под влиянием Эдуарда Багрицкого (знакомство состоялось в Одессе в 1920 году) перешёл к творчеству на украинском языке. В архивах сохранились ненапечатанные стихи Сосюры (на украинском языке), написанные во время его пребывания в Армии УНР, но первый сборник «Стихотворения» вышел в 1921 году, а внезапную славу принесла ему революционно-романтическая поэма «Червона зима» (1922), признанная выдающимся образцом поэтического эпоса гражданской войны на территории Украины. Этой теме Сосюра посвятил и многие другие произведения, в которых органично сочетается интимное с общественным и общечеловеческим: сборник «Город» (1924), «Снега» (1925), «Золотые ястребы» (1927) и ряд других. Уже в первых сборниках Сосюра проявил себя сильным лириком в украинской поэзии своего времени. Основные источники, которыми питалась лирика Сосюры (народное творчество, Тарас Шевченко и более поздние лирики), переплавились в его поэзии на оригинальный стиль, означенный классической простотой стиха, певучестью и романтическим воодушевлением.

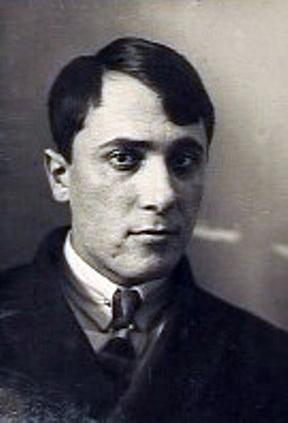
В. Н. Сосюра в 1920-х годах

Начиная уже с раннего периода творчества, в поэзии Сосюры нашли отражение и противоречия его эпохи: типичная для украинского интеллигента 1920-х годов невозможность сочетать преданность большевистской революции с чувством национального долга: поэма о внутреннем раздвоении («коммунар и националист») «Два Володьки» (1930), сразу на выходе запрещён сборник «Серце» (1931). Несмотря на запреты, в творчестве Сосюры того времени мощно пробивается мотив украинского национализма (неопубликованная поэма «Махно», известная лишь в отрывках «Мазепа», 1930).
В начале 1930-х годов это привело Сосюру к обострению отношений с руководством КП(б)У, членом которой он являлся с 1920 года. Это, а также трагические события тех лет (Голодомор, гонения и расстрелы украинских культурных деятелей) довело Сосюру до психического истощения.
В 1930-е годы Сосюра, наряду со строительной тематикой («Днепрогэс»), один из немногих в советской части Украины культивировал интимную, любовную лирику: «Червоні троянди» (1932), «Нові поезії» (1937), «Люблю» (1939), «Журавлі прилетіли» (1940) и другие.
В военные годы вышли сборники: «Під гул кривавий» (1942), «В годину гніву» (1942), поэма «Олег Кошовий» (1943) и другие. Среди послевоенных сборников — «Зелений світ» (1949), «Солов'їні далі» (1956), «Так ніхто не кохав» (1960). Заметное место в творчестве Сосюры занимают также более широкие эпические полотна: поэмы «1871» (1923), «Железная дорога» (1924), роман в стихах «Тарас Трясило» (1926), автобиографический роман «Третья рота», над которым Владимир Сосюра работал с перерывами в 1926—1930, 1942 и 1959 годах.
Сборные издания произведений Сосюры: «Стихи в 3 томах» (1929—1930), «Сочинения в 3 томах» (1957—1958), «Сочинения в 10 томах» (1970—1972).
Творчество и деятельность Владимира Сосюры по развитию украинской культуры и словесности, всячески поддерживалась коммунистической партией как СССР, так и УССР, что нашло отражение в многочисленных наградах и премиях. Творчество поэта при советской власти было включено в школьную программу на Украине, в частности, изучали его балладу «Комсомолец», с описанием жестокости националистических формирований во время гражданской войны:
Бій одлунав, жовто-сині знамена
Затріпотіли на станції знов,
І до юрби полонених
Сам курінний підійшов.
Аж до кісток пропікає очима…
Хлопці стоять перед ним, як мерці…
П’яно хитається смерть перед ними,
Холодно блима наган у руці…
— Є комсомольці між вами, я знаю.
Кожного кулі чекає печать.
…Стиснуто губи в останнім відчаї.
Всі полонені мовчать.

## Награды и премии
- Сталинская премия первой степени (1948) — за сборник стихов «Чтобы сады шумели» (1947)[7]
- Государственная премия УССР имени Т. Г. Шевченко (1963) — за сборники стихов «Ласточки на солнце» (1960) и «Счастье семьи трудовой» (1962)
- два ордена Ленина (5.1.1948; 24.11.1960)
- орден Красного Знамени (13.9.1943)
- орден Трудового Красного Знамени (4.1.1958)
- орден «Знак Почёта» (5.3.1939)
- медали